# Mecometopus gracilis
Mecometopus gracilis är en skalbaggsart som beskrevs av Dmytro Zajciw 1958. Mecometopus gracilis ingår i släktet Mecometopus och familjen långhorningar. Inga underarter finns listade i Catalogue of Life.